# Wendhausen (Lehre)

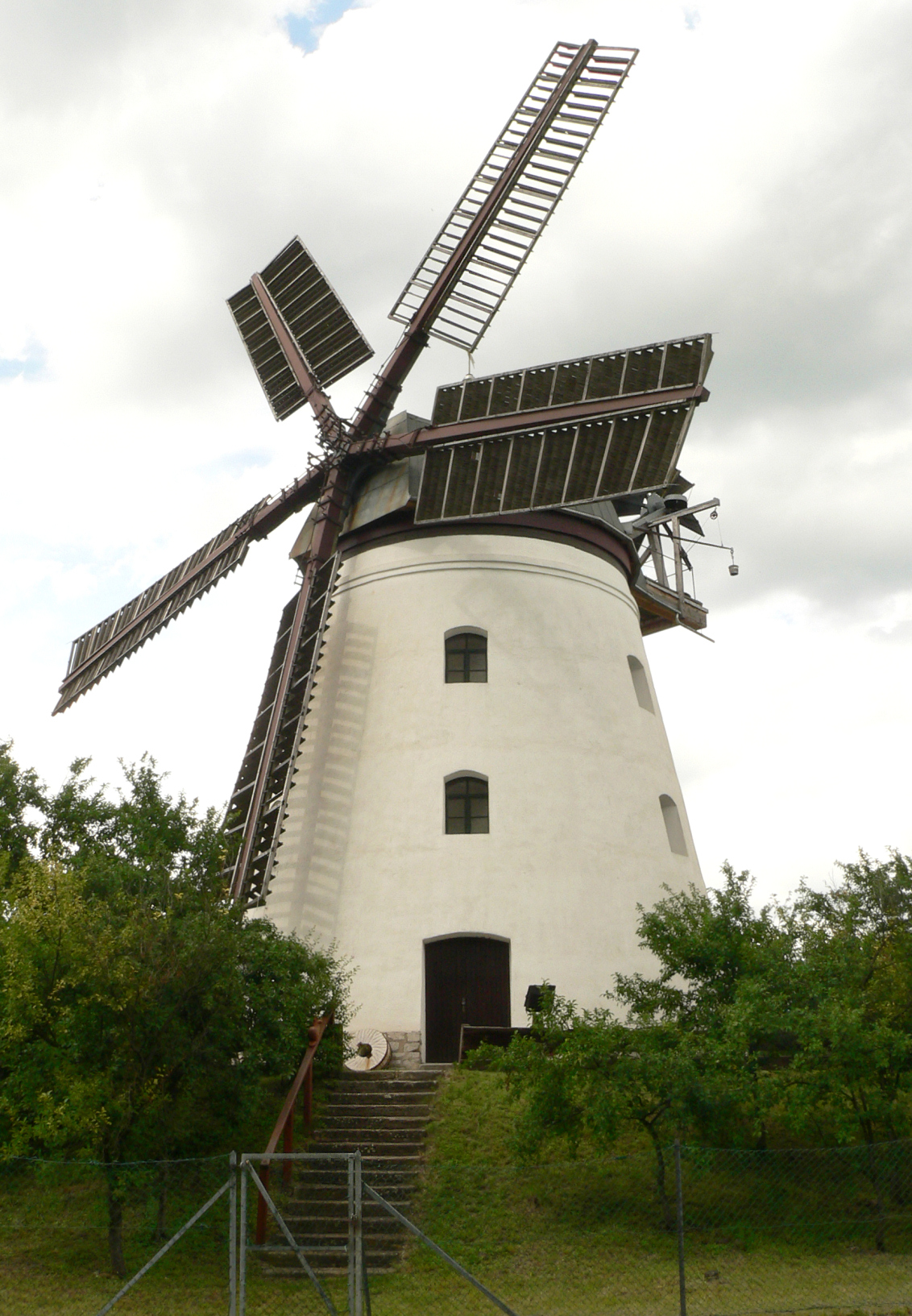
Fünfflügel-Holländermühle Wendhausen

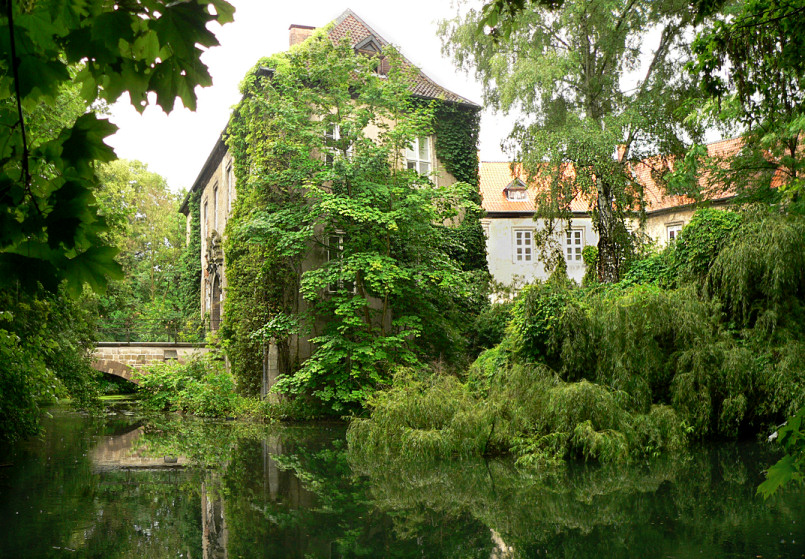
Wasserschloss Wendhausen

Wendhausen ist eine Ortschaft in der Gemeinde Lehre im Landkreis Helmstedt in Niedersachsen.

## Geographie

### Geographische Lage
Wendhausen liegt etwa 10 km nordöstlich vom Stadtzentrum Braunschweigs. Verkehrsmäßig ist Wendhausen durch die Landesstraße L 295 mit Braunschweig und Wolfsburg verbunden sowie über die Autobahnanschlussstelle Braunschweig-Ost an die A 2. Durch den Ort fließt die Schunter in zwei Armen, die in der Niederung einen etwa 400 m breiten und etwa 2 km langen Werder umfließen.

### Ortsbeschreibung
Im Ortskern liegt das Schloss Wendhausen mit einem größeren Gutsbetrieb, der seit den 1990er-Jahren in Wohneigentum umgestaltet worden ist. Ortsprägend ist die mit 17 Metern Höhe von weitem sichtbare, fünfflügelige Windmühle Wendhausen auf dem Dettmersberg im Ort. Die Holländermühle wurde 1837 von den Brüdern Karl und Eduard Vieweg als Ersatz für die Wassermühle an der Schunter errichtet, die sie zur Papierherstellung benötigten. In den 1990er Jahren wurden die Überreste der ehemaligen Wassermühle abgerissen und auf dem Grundstück ein Alten- und Pflegeheim  errichtet. 1980 erwarb die Gemeinde Wendhausen die Windmühle, die seit 1983 von einem Verein repariert und erhalten wird. Ab 2013 wurden umfangreiche Bauschäden behoben. Die Mühle ist heute eine Station der Niedersächsischen Mühlenstraße und die einzige betriebsfähige Windmühle mit fünf Flügeln in Deutschland.

## Geschichte
Urkundlich wurde der Ort, früher auch als Wenethusen bezeichnet, erstmals 1125 erwähnt. Der Name weist auf eine Besiedlung durch den slawischen Stamm der Wenden hin, obwohl es keine weiteren Belege dafür gibt. 1495 gehörte der Ort zum Fürstentum Wolfenbüttel. Die Burg Wendhausen, bei der es sich wegen der Lage in Schunternähe nur um eine Wasserburg gehandelt haben kann, wurde erstmals 1388 erwähnt. Nach mehrfacher Zerstörung ließ der begüterte herzogliche Politiker Philipp Ludwig Probst auf ihren Grundmauern 1683–1688 das Schloss Wendhausen erbauen.
Von 1807 bis 1813 bestand der Kanton Wendhausen, dessen Hauptort Wendhausen war.
Am 1. Juli 1972 wurde Wendhausen in die Gemeinde Lehre eingegliedert.

### Einwohnerentwicklung
| Lehre-Wendhausen – Bevölkerungsentwicklung seit 2011 | Lehre-Wendhausen – Bevölkerungsentwicklung seit 2011 | Lehre-Wendhausen – Bevölkerungsentwicklung seit 2011 | Lehre-Wendhausen – Bevölkerungsentwicklung seit 2011 | Lehre-Wendhausen – Bevölkerungsentwicklung seit 2011 |
| Entwicklung | Jahr                                                 | Einwohner                                            | Anmerkungen                                          |                                                      |
| --- | ---------------------------------------------------- | ---------------------------------------------------- | ---------------------------------------------------- | ---------------------------------------------------- |
| Die zur Anzeige dieser Grafik verwendete Erweiterung wurde dauerhaft deaktiviert. Wir arbeiten aktuell daran, diese und weitere betroffene Grafiken auf ein neues Format umzustellen. (Mehr dazu) | 2011                                                 | 1.472                                                | zum 31. Dezember                                     |                                                      |
| Die zur Anzeige dieser Grafik verwendete Erweiterung wurde dauerhaft deaktiviert. Wir arbeiten aktuell daran, diese und weitere betroffene Grafiken auf ein neues Format umzustellen. (Mehr dazu) | 2012                                                 | 1.476                                                | zum 31. Dezember                                     |                                                      |
| Die zur Anzeige dieser Grafik verwendete Erweiterung wurde dauerhaft deaktiviert. Wir arbeiten aktuell daran, diese und weitere betroffene Grafiken auf ein neues Format umzustellen. (Mehr dazu) | 2018                                                 | 1.605                                                | zum 1. Februar                                       |                                                      |
| Die zur Anzeige dieser Grafik verwendete Erweiterung wurde dauerhaft deaktiviert. Wir arbeiten aktuell daran, diese und weitere betroffene Grafiken auf ein neues Format umzustellen. (Mehr dazu) | 2020                                                 | 1.577                                                | zum September                                        |                                                      |

## Politik

### Ortsrat
| Ortsrat Lehre-Wendhausen 2021–2026Insgesamt 6 Sitze - SPD: 1 - Grüne: 1 - FDP: 1 - CDU: 3 Der SPD stünden zwei Sitze zu, sie konnte jedoch nur einen besetzen |

### Ortsbürgermeister
Thomas Ponath (CDU) ist seit 2021 Ortsbürgermeister von Lehre-Wendhausen. Sein Stellvertreter ist Frederik Prenzel (FDP).

## Verkehr
Bis in die 1970er-Jahre hatte Wendhausen einen Haltepunkt an der Schuntertalbahn. Im Jahr 1998 wurde schließlich die gesamte Strecke stillgelegt.

## Sehenswürdigkeiten
- Schloss Wendhausen
- Windmühle Wendhausen

### Evangelische Kirche

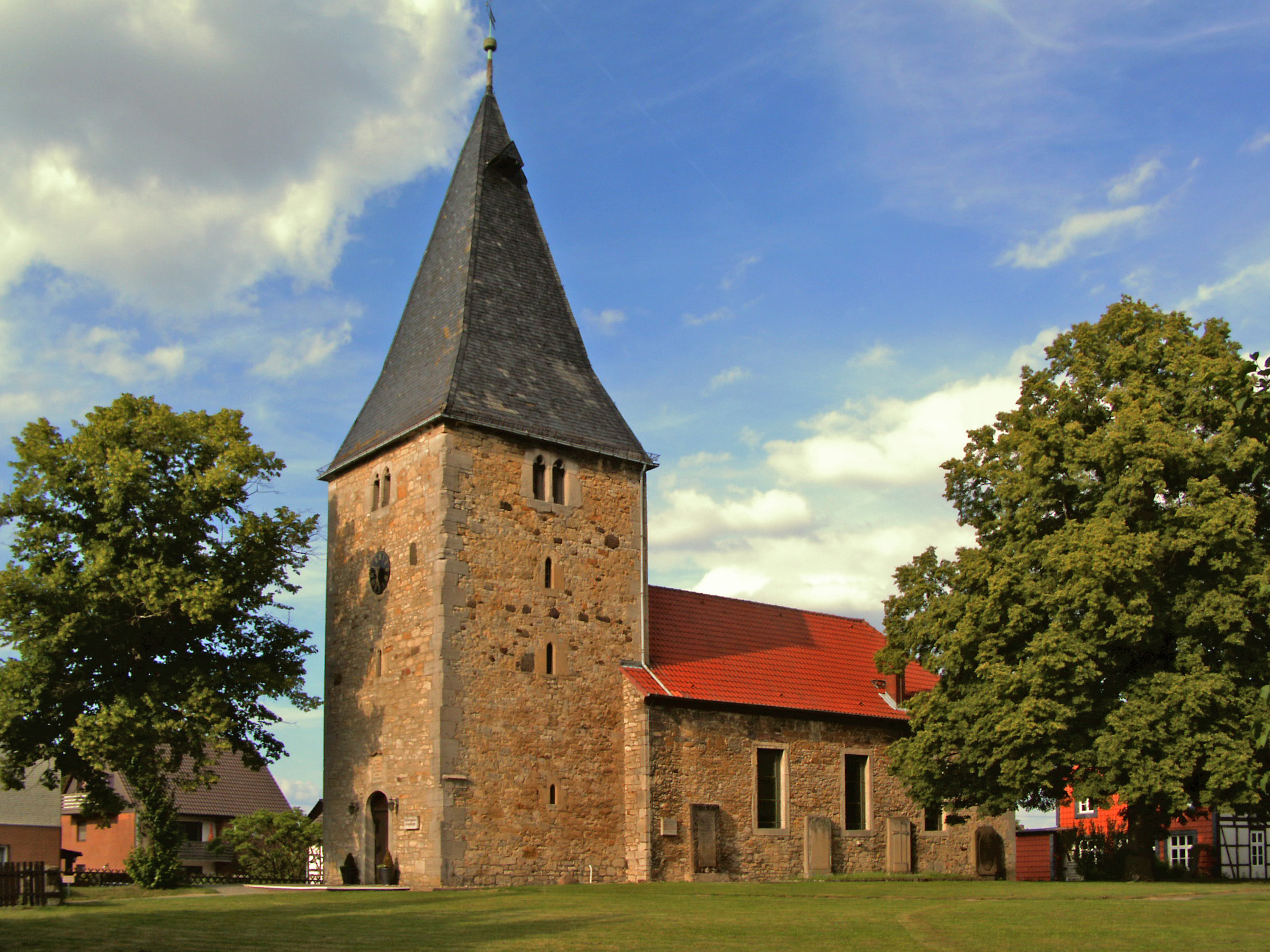
St.-Dionysius-Areopagita-Kirche

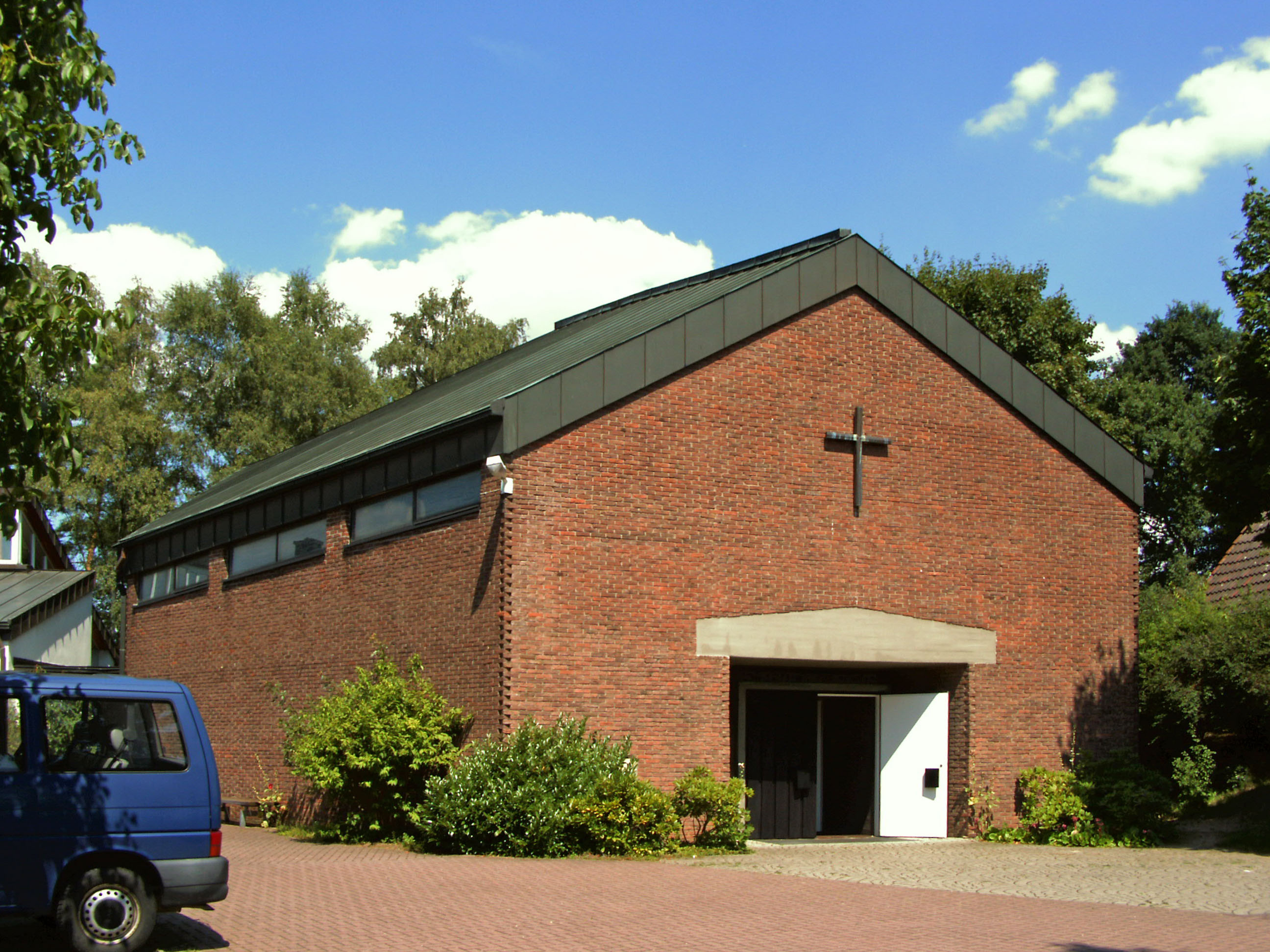
St.-Martin-Kirche

- Die evangelisch-lutherische Kirche St. Dionysius Areopagita ist benannt nach Bischof Dionysius Areopagita und befindet sich an der Straße Im Unterdorf. Ihre Kirchengemeinde gehört zur Propstei Königslutter.

### Katholische Kirche
- Die katholische Kirche St. Martin wurde 1962 an der Straße Am Dettmersberg errichtet. Heute gehört die Kirche zur Pfarrgemeinde St. Marien mit Sitz in Braunschweig-Querum.

## Bildungseinrichtungen
Nach dem letzten Schuljahr 2013/2014 wurde die Grundschule geschlossen. Heute beherbergt das Gebäude die Kindertagesstätte „Mühlenknirpse“. Die alte Kita an der Hauptstraße besteht weiterhin. In den alten Gemeinderäumlichkeiten ist nun der Ortsrat und das Dorfmuseum sowie ein Schiedsmann beheimatet.

## Belege
1. 1 2  Lehre: Wendhausen. Abgerufen am 8. Juni 2022.
2. ↑  Günter Jung: Fünflügelige Holländerwindmühle in Wendhausen. In: Berichte zur Denkmalpflege in Niedersachsen. 2/2016, S. 69.
3. ↑  Statistisches Bundesamt (Hrsg.): Historisches Gemeindeverzeichnis für die Bundesrepublik Deutschland. Namens-, Grenz- und Schlüsselnummernänderungen bei Gemeinden, Kreisen und Regierungsbezirken vom 27. 5. 1970 bis 31. 12. 1982. W. Kohlhammer GmbH, Stuttgart und Mainz 1983, ISBN 3-17-003263-1, S. 267.
4. ↑  Wolfsburger Allgemeine Zeitung: Die Gemeinde wächst: Jetzt 11.733 Einwohner, 22. April 2013.
5. ↑  
Einwohnerzahlen der Gemeinde Lehre auf braunschweig.online, 4. Februar 2018, abgerufen am 17. August 2018.
6. ↑  https://votemanager.kdo.de/20210912/03154014/praesentation/ergebnis.html?wahl_id=225&stimmentyp=0&id=ebene_8_id_2401
7. ↑  Thomas Ponath ist neuer Ortsbürgermeister von Wendhausen. Abgerufen am 13. November 2021.